# 宇佐美ミサ子
宇佐美 ミサ子（うさみ みさこ、1930年 - ）は、日本史学者。宿場女郎について研究してきた。

## 来歴
神奈川県小田原生まれ。1953年法政大学法学部通信教育部卒、小学校、中学校、高校教師をへて退職。83年法政大学文学部史学科卒、89年同大学院人文科学研究科博士課程満期退学、93年「近世助郷制の研究」で文学博士。大学非常勤講師、町史・市史編纂委員、法政大学史学会評議員などを務めた。

## 著書
- 『近世助郷制の研究 西相模地域を中心に』法政大学出版局　1998　叢書・歴史学研究
- 『宿場と飯盛女』2000　同成社江戸時代史叢書
- 『宿場の日本史 街道に生きる』吉川弘文館・歴史文化ライブラリー 2005
- 『宿駅制度と女性差別　買われた性・「飯盛女」』岩田書院、2012

## 共編著
- 『図説・小田原・足柄の歴史』平井泰延・内田清・播摩晃一・三津木國輝共編　郷土出版社　1994　神奈川県の歴史シリーズ
- 『西さがみ女性の歴史 原始・古代から現代へ』服藤早苗共著　夢工房　2009

## 参考
- 『宿駅制度と女性差別』付載の年譜